# Eljif Elmas
Eljif Elmas (makedonsk: Елиф Елмас; født 24. september 1999) er en nordmakedonsk professionel fodboldspiller, som spiller for Bundesliga-klubben RB Leipzig og Mordmakedoniens landshold.

## Klubkarriere

### Rabotnički
Elmas' karriere begyndte i hjemlandet hos Rabotnički, hvor han fik sin professionelle debut i 2015.

### Fenerbahçe
Elmas skiftede til det tyrkiske storhold Fenerbahçe i juli 2017.

### Napoli
Elmas skiftede i juli 2019 til Napoli. Med en pris på €16 millioner euro, blev han dermed den dyreste nordmakedonske spiller nogensinde.
Han var i 2022-23 sæsonen del af holdet, som vandt Serie A-mesterskabet for første gang i 33 år.

### RB Leipzig
Elmas skiftede i januar 2024 til tyske RB Leipzig. Han slog her sin egen rekord for dyreste nordmakedonske spiller nogensinde.

## Landsholdskarriere

### Ungdomslandshold
Elmas har repræsenteret Nordmakedonien på flere ungdomsniveau.

### Seniorlandshold
Elmas er af tyrkisk afstamning, så han kunne vælge at spille for enten Nordmakedonien eller Tyrkiet. Han valgte dog at forblive med Nordmakedonien.
Elmas debuterede for Nordmakedoniens landshold den 11. juni 2017 i en alder af kun 17 år. Han var del af Nordmakedoniens trup til EM 2020

## Titler
Napoli
- Serie A: 1 (2022-23)

- Coppa Italia: 1 (2019-20)

Individuelle
- Nordmakedoniens Årets fodboldspiller: 1 (2019)